# Louis-Marie Baudouin
Louis-Marie Baudouin (02 de agosto de 1765 - 12 fevereiro de 1835) foi um francês padre católico romano que foi o fundador dos Filhos de Maria Imaculada e também as Ursulinas de Jesus.
O Papa Bento XVI o proclamou Venerável em 20 de dezembro de 2012, após o reconhecimento de sua virtude heróica.

## Vida
Louis-Marie Baudouin nasceu em 2 de agosto de 1765 como o último de oito filhos.
Começou os estudos para o sacerdócio e foi educado no Seminário de Luçon na Vendéia. Ele foi ordenado padre católico em Saint-Malo em 19 de setembro de 1789.
Em 1790, Baudouin recusou-se a jurar a Constituição Civil do Clero do novo governo francês durante a Revolução Francesa. Como resultado dessa oposição, ele foi para o exílio na Espanha em 9 de setembro de 1792, junto com 234 outros padres. Ele passou quatro anos em Toledo. Em 17 de agosto de 1797, Balduíno retornou à França com seu irmão Pierre, e viveu ilegalmente por dois anos em Les Sables-d'Olonne.
Em 1799, Napoleão Bonaparte permitiu o livre exercício da adoração após o fim das guerras da Vendeia. Foi nomeado para a paróquia de la Jonchère em 31 de julho de 1801 em Chavagnes-en-Paillers. Em 1803, um seminário foi estabelecido em Chavagnes - agora parte do Chavagnes International College.
Balduíno visitava os doentes à noite disfarçado. Ele foi um motor da devoção mariana e da recepção constante dos sacramentos.
Em 1805, ele empreendeu o início de uma pequena sociedade dos filhos de Maria. Esta se tornou a congregação gêmea dos Filhos de Maria Imaculada e das Ursulinas de Jesus.
Em 1812, o seminário de Chavagnes foi transferido, por ordem de Napoleão, para La Rochelle. Balduíno mudou-se para La Rochelle, onde foi nomeado superior do seminário e vigário geral da diocese.
Em 1821, a diocese de Luçon foi restaurada e Chavagnes tornou-se novamente o seminário maior; Balduíno foi renomeado reitor e também vigário geral da diocese.
Baudouin - em 1829 - retirou-se para Chavagnes-en-Paillers. Ele morreu lá com a idade de 69 anos.

## Causa de beatificação
A causa de beatificação começou na França e se estendeu de 1864-5, que também lhe conferiu o título de Servo de Deus. Apesar do fato de que a causa começou nesta fase, a introdução formal da causa foi em 7 de setembro de 1871 sob o Papa Pio IX . Prosseguiu a nível local e os dois processos foram ratificados em 26 de agosto de 1911.
A Positio - a documentação sobre sua vida de virtude heróica - foi enviada à Congregação para as Causas dos Santos em 1996 para avaliação posterior. O Papa Bento XVI reconheceu sua virtude heróica em 20 de dezembro de 2012 e o declarou Venerável.
Um milagre supostamente de sua intercessão também foi investigado e o processo que investigou o milagre foi validado em 2 de abril de 2009. A junta médica que trabalha para a Congregação para as Causas dos Santos aprovou o milagre em 21 de março de 2013.